# Episodi di The Shivering Truth
Elenco degli episodi della serie televisiva animata The Shivering Truth.
La serie è stata preceduta da un episodio pilota trasmesso negli Stati Uniti, da Adult Swim, il 22 maggio 2018. La prima stagione, composta da 6 episodi, è stata trasmessa negli Stati Uniti, da Adult Swim, dal 9 dicembre al 23 dicembre 2018. La seconda stagione, composta da 6 episodi, è stata trasmessa dal 10 maggio al 14 giugno 2020.
| n°               | Codice di produzione | Titolo originale      | Prima TV USA     |
| Episodio pilota  | Episodio pilota      | Episodio pilota       | Episodio pilota  |
| ---------------- | -------------------- | --------------------- | ---------------- |
| -                | 000                  | Chaos Beknownst       | 22 maggio 2018   |
| Prima stagione   |                      |                       |                  |
| 1                | TST101               | The Nurple Rainbow    | 9 dicembre 2018  |
| 2                | TST102               | The Magmafying Past   | 9 dicembre 2018  |
| 3                | TST103               | Ogled Inklings        | 16 dicembre 2018 |
| 4                | TST104               | ConstaDeath           | 16 dicembre 2018 |
| 5                | TST105               | Tow and Shell         | 23 dicembre 2018 |
| 6                | TST106               | Fowl Flow             | 23 dicembre 2018 |
| Seconda stagione |                      |                       |                  |
| 1                | TST202               | The Burn Earner Spits | 10 maggio 2020   |
| 2                | TST203               | Carrion My Son        | 17 maggio 2020   |
| 3                | TST204               | Nesslessness          | 24 maggio 2020   |
| 4                | TST201               | Beast of Both Worlds  | 31 maggio 2020   |
| 5                | TST205               | The Diff              | 7 giugno 2020    |
| 6                | TST206               | Holeways              | 14 giugno 2020   |

## Chaos Beknownst
- Diretto da: Vernon Chatman e Cat Solen
- Scritto da: Vernon Chatman

### Trama
Le storie di una ragazza cieca che va alle scuole medie, un operatore telefonico suicida e la logica dell'effetto farfalla.
- Ascolti USA: telespettatori 502.000 – rating/share 18-49 anni.[2]

## The Nurple Rainbow
- Diretto da: Vernon Chatman e Cat Solen
- Scritto da: Vernon Chatman

### Trama
Le storie di alcuni coinquilini stravaganti, il più grande giocatore di bubù-settete del mondo, infusi di sangue di pollo e un impiegato improduttivo che impara a volersi bene.
- Ascolti USA: telespettatori 616.000 – rating/share 18-49 anni.[3]

## The Magmafying Past
- Diretto da: Vernon Chatman e Cat Solen
- Scritto da: Vernon Chatman

### Trama
Le storie di un ragazzo che costruisce una chiesa e le vite intrecciate di una donna riservata.
- Ascolti USA: telespettatori 536.000 – rating/share 18-49 anni.[3]

## Ogled Inklings
- Diretto da: Vernon Chatman e Cat Solen
- Scritto da: Vernon Chatman

### Trama
Le storie di una prigione nel deserto, un amnesico che ha causato un incidente d'auto e il più grande poeta del mondo.
- Ascolti USA: telespettatori 601.000 – rating/share 18-49 anni.[4]

## ConstaDeath
- Diretto da: Vernon Chatman e Cat Solen
- Scritto da: Vernon Chatman

### Trama
Le storie di un'evasione pianificata da uno schiavo e il suo padrone, un uomo afflitto da una morte perpetua e il figlio trascurato di una coppia.
- Ascolti USA: telespettatori 546.000 – rating/share 18-49 anni.[4]

## Tow and Shell
- Diretto da: Vernon Chatman e Cat Solen
- Scritto da: Vernon Chatman

### Trama
Le storie di un utile operatore del 911 e di un ragazzo che ha portato una conchiglia per mostrarla.
- Ascolti USA: telespettatori 717.000 – rating/share 18-49 anni.[5]

## Fowl Flow
- Diretto da: Vernon Chatman e Cat Solen
- Scritto da: Vernon Chatman

### Trama
Le storie di un uomo con una mano mozzata e le insicurezze di un uomo e di una donna.
- Ascolti USA: telespettatori 630.000 – rating/share 18-49 anni.[5]

## The Burn Earner Spits
- Diretto da: Vernon Chatman e Cat Solen
- Scritto da: Vernon Chatman

### Trama
Le storie di una preghiera in una nuova Era dei Miracoli, una ragazza posseduta nella televisione e un cassiere scettico e ipocrita. 
- Ascolti USA: telespettatori 706.000 – rating/share 18-49 anni.[6]

## Carrion My Son
- Diretto da: Vernon Chatman e Cat Solen
- Scritto da: Vernon Chatman

### Trama
Le storie di un nuovo Messia, un appuntamento per il brunch e le bambole gonfiabili personalizzate.
- Ascolti USA: telespettatori 617.000 – rating/share 18-49 anni.[7]

## Nesslessness
- Diretto da: Vernon Chatman e Cat Solen
- Scritto da: Vernon Chatman

### Trama
Le storie di una ragazza timida, l'incontro di un mendicante con una donna e un vigile del fuoco nevrotico.
- Ascolti USA: telespettatori 600.000 – rating/share 18-49 anni.[8]

## Beast of Both Worlds
- Diretto da: Vernon Chatman e Cat Solen
- Scritto da: Vernon Chatman

### Trama
Le storie di un uomo con una stupidità terminale, un Dio dentro un fiore e un amore non corrisposto.
- Ascolti USA: telespettatori 345.000 – rating/share 18-49 anni.[9]

## The Diff
- Diretto da: Vernon Chatman e Cat Solen
- Scritto da: Vernon Chatman

### Trama
Le storie di "città compatibili", un bambino che cerca di proteggersi la faccia mentre inciampa in continuazione e un uomo con una doppia personalità. 
- Ascolti USA: telespettatori 375.000 – rating/share 18-49 anni.[10]

## Holeways
- Diretto da: Vernon Chatman e Cat Solen
- Scritto da: Vernon Chatman

### Trama
Le storie di una visita dal dentista, un mago che ha scoperto un nuovo tipo di carne e il vuoto di un uomo.
- Ascolti USA: telespettatori 508.000 – rating/share 18-49 anni.[11]